# Hemipenthes morio
Hemipenthes morio es una especie de mosca de la subfamilia Anthracinae, familia Bombyliidae.

## Hábitat
Está presente principalmente en la mayor parte de Europa, la región paleártica oriental, el cercano oriente y el reino neártico, aunque posiblemente la especie encontrada en Norteamérica es otra especie, Hemipenthes morioides.

## Descripción
Los adultos miden desde los 7 a 10 milímetros (0,28 a 0,39 pulgadas), su envergadura alcanza desde 5 a 15 milímetros (0,20 a 0,59 pulgadas). Se pueden encontrar principalmente de mayo a agosto alimentándose de néctar y polen de una gran variedad de flores (Lavandula stoechas, Cytisus scoparius, Thapsia villosa).
Su cuerpo es de color marrón oscuro y peludo, especialmente el abdomen. Las alas tienen un área clara ubicada cerca del ápice y un área oscura cerca del margen costal, separadas por una división en zig-zag. La zona oscura de las alas llega al final del abdomen.
Las larvas son hiperpárasitos (parásitos de otros parásitos) especialmente de Diptera (Tachinidae), de avispas (Hymenoptera, Ichneumonidae) y de orugas de (Noctuidae).